# مصادرة على مطلوب

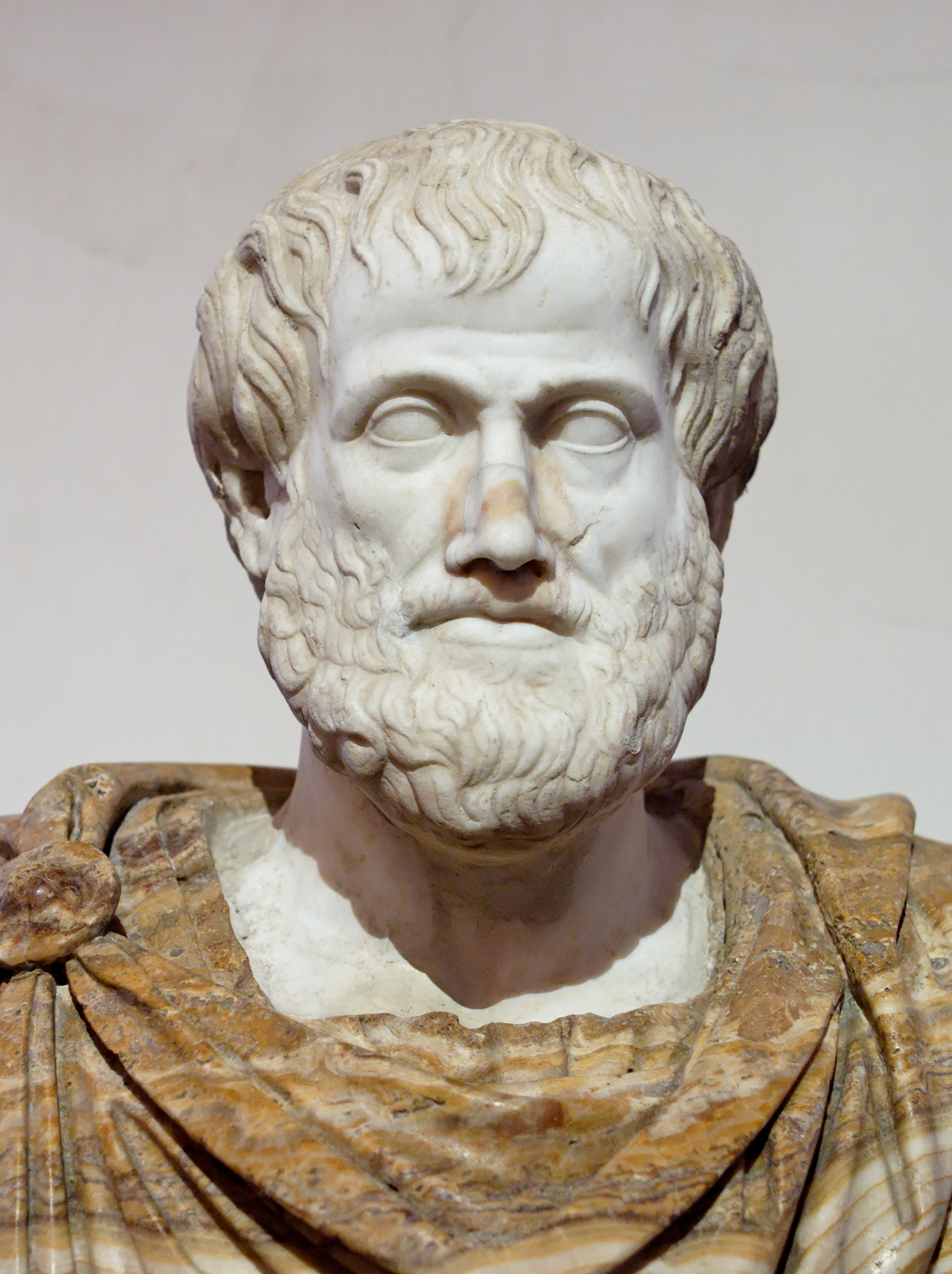

المصادرة على المطلوب أن يكون المطلوب وبعض مقدماته شيئا واحدا، وذلك ضرب من المغالطة. وهي القضية التي تجعل النتيجة جزء القياس، أو تلزم النتيجة من جزء القياس، كقولنا: الإنسان بشر، وكل بشر ضحاك، ينتج أن الإنسان ضحاك فالكبرى ههنا، والمطلوب شيء واحد، إذ البشر والإنسان مترادفان، وهو اتحاد المفهوم، فتكون الكبرى والنتيجة شيئا واحدا.

## التاريخ
الجملة الأصلية التي استخدمها أرسطو والتي تنحدر منها المصادرة على المطلوب هي: (τὸ ἐξ ἀρχῆς) وتعني (برهنة الجزء المبدئي). يرتبط المعنى الذي قصده أرسطو ارتباطًا وثيقًا بنوع البراهين الجدلية التي يناقشها في موضوعاته، الكتاب الثامن: مناقشة رسمية يؤكد فيها الطرف المدافع على أطروحة مفادها أن الطرف المهاجم يجب أن يحاول دحضها بطرح أسئلة نعم أو لا، واستنباط وجود تناقض بين الاجابات والطرح الأساسي.
في هذا الشكل المنمق من النقاش، فإن الاقتراح الذي يتعهد الشخص الذي يجيب بالدفاع عنه يسمى (الشيء المبدئي) وأحد قواعد النقاش هو أن السائل لا يمكنه ببساطة أن يطلب ذلك (سيكون ذلك تافهًا وعديم الأهمية). يناقش أرسطو ذلك في كتاباته (التفنيد السفسطائي) وفي المجلد الثاني من كتاب (القياس).
تتضمن النقاشات الجدلية التي طرحها أرسطو في كتابه بعض القواعد للفوز بالنقاش، وكانت إحدى الأفكار الهامة فكرة (برهنة الجزء المبدئي)، والذي لم يتضمن فقط جعل الأطروحة الأساسية معترف بها من قبل المجيب، ولكن أيضًا إنشاء سؤال من جملة كانت قريبة جدًا من تلك الأطروحة.
ترجم المصطلح من اللاتينية إلى اللغة الإنجليزية في القرن السادس عشر. يمكن تفسير النسخة اللاتينية (petitio principii) (برهنة الجزء المبدئي) بطرق مختلفة. Petitio (من peto) وتعني الافتراض في السياق ما بعد الكلاسيكي، ولكنها تعني بالمعنى الكلاسيكي القديم الالتماس أو الطلب. (Principii) تعني البداية أو الأساس أو الفرضية. ويعني المصطلح حرفيًا (افتراض الفرضية) أو (افتراض النقطة الأساسية).

## التعريف
المصادرة على المطلوب هو طرح حجة يتطلب استخدامها أن يكون استنتاجها صحيحًا.
تعتبر هذه المغالطة محاولة لدعم النتيجة من خلال فرضية تحتاج لأن تكون النتيجة صحيحة. هي محاولة لإثبات صحة اقتراح مع اعتبار هذا الاقتراح أمراً صحيحا في نفس الوقت.
بالنظر إلى المتغير الفردي C (الادعاء) فإن (المصادرة على المطلوب) هي محاولة لتأكيد أن C → C. اما من أجل اثنين من المتغيرات C (الادعاء) و P (فرضية) تحاول هذه المغالطة تمرير (C → P) → C كإثبات صحيح لـ P → C. ويعتبر هذا شكل من أشكال التفكير الدائري وقد يشمل أي عدد من المتغيرات.
عندما تحتوي المغالطة على متغير واحد فقط يُسمى أحيانًا (النتيجة النهائية كبداية) وهي أداة بلاغية:
- «يسبب الأفيون النوم لأنه يتمتع بجودة تخدير عالية.»[9]

قد لا يكون هذا الشكل من المغالطات واضحًا بشكل فوري. وقد تخفيه العبارات اللغوية في بناء الجملة وهيكلها والادوات الخطابية الأدبية، كما قد تخفيه العوامل الأخرى المرتبطة بطرح الحجة. قد يأخذ شكل فرضية غير مذكورة ضرورية ولكنها غير متطابقة مع الاستنتاج، أو «مشكوك فيها لنفس الأسباب التي قد تدفع شخص ما عادة إلى للتشكيك في الاستنتاج»:
على سبيل المثال: يمكن للمرء أن يخفي المغالطة عن طريق الإدلاء بعبارات واقعية في البداية ثم يحاول تمرير كلام مماثل يتم طرحه بعبارات مجردة كدليل على الادعاء الاصلي. يمكن للمرء أيضًا «تقديم اقتراح يُعبر عنه بكلمات ساكسونية، وطرحه كسبب لدعم النتيجة الواردة في الادعاء نفسه لكن بكلمات من أصل نورمندي». كما يلي:
- «يجب أن يكون السماح لكل انسان بامتلاك حرية التعبير دون قيود بشكل عام مفيدًا للدولة دائما، لأنه يؤدي إلى تحقيق مصالح المجتمع بشكل كبير حيث يتمتع كل فرد بحرية غير مقيدة تمامًا للتعبير عن مشاعره.»

يصف بعض العلماء ارتكاب مغالطة المصادرة على المطلوب في أكثر من خطوة ذلك بـ (الاستدلال الدائري).
لا تعتبر المصادرة على المطلوب مغالطة رسمية (كون الحجة خاطئة لأنها تستخدم خطوة استنتاجية غير صحيحة). إنما هي نوع من المغالطات غير الرسمية التي تكون صالحة منطقياً ولكنها غير مقنعة، حيث أنها لا تثبت أي شيء آخر غير ما هو مفترض بالفعل.

## المغالطات المتعلقة بالمصادرة على المطلوب
ترتبط مغالطة الاستدلال الدائري ارتباطًا وثيقًا بالمصادرة على المطلوب، وهي مغالطة يبدأ فيها المنطق بالنتيجة. يمكن أن تكون مكونات المراحل الدائرية صالحة منطقياً لأنه إذا كانت الفرضية صحيحة، فيجب أن تكون النتيجة صحيحة ومتعلقة بالموضوع ذاته. ومع ذلك فإن الاستدلال الدائري ليس مقنعًا لأن المستمع الذي يشكك في الاستنتاج يشكك أيضًا في الفرضية التي تؤدي إليه.
تشبه مغالطة المصادرة على المطلوب مغالطة السؤال المركب (المعروف أيضًا باسم السؤال المخادع أو مغالطة تعدد الأسئلة): السؤال الذي يتطلب صحة سؤال آخر لم يتم إثباته حتى يكون صحيحًا. على سبيل المثال: «ما لون الفستان الذي ترتديه ماري؟» قد يكون سؤالا خاطئا لأنها تفترض أن ماري ترتدي فستانًا. يعتبر السؤال مغالطة ما لم يثبت مسبقا أنها ترتدي فستان، لأنه يمكن أن ترتدي بنطال بدلاً من ذلك.
توجد مغالطة أخرى متعلقة بها هي مغالطة تجاهل المطلوب أو الحيد عن المسألة: هي حجة تفشل في معالجة المطلوب في السؤال ولكن يبدو أنها تفعل ذلك. على سبيل المثال: قد يكون الموقف عندما يناقش A و B ما إذا كان القانون يسمح لـ A بعمل شيء ما. إذا حاول A دعم موقفه بحجة مفادها أن القانون يجب أن يسمح له بالقيام بهذا الأمر، فقد ارتكب مغالطة تجاهل المطلوب.

## الاستخدام المعاصر
يستخدم العديد من المتحدثين باللغة الإنجليزية المعاصرين المصادرة على المطلوب للدلالة على (طرح السؤال) أو (إثارة السؤال) أو (اقتراح السؤال). ثم يتبع السؤال هذه المقدمة، كما في الأمثلة:
- إن تسليم الرسالة بشكل شخصي في أدنى مستوياته على الإطلاق... مما يطرح السؤال: هل الرسائل المفتوحة هي النوع الوحيد الذي سيعرف في المستقبل؟[22]
- يدعو نجاح شركة هوبويل لطرح السؤال التالي: لماذا لا تفعل الشركات الأخرى الشيء ذاته؟[23]
- [وصول الإناث بشكل كامل إلى المدارس] هو مناشدة لإثارة التعاطف خاصة من الليبراليين، لكنها تطرح السؤال حول ما إذا كانت بنات الطبقة الغنية يستفدن من التعليم أحادي الجنس.[24]
- يُقال إن الفشل يشجع ويصبح جزءًا ضروريًا للتغيير المبتكر. يطرح هذا الافتراض السؤال التالي: هل تسمح القيادة التقليدية ذات التسلسل الهرمي بالفشل أم لا؟ [25]
- إن قضاء الصيف في السفر حول الهند فكرة رائعة، لكنه يثير التساؤل حول كيف يمكننا تحمل تكلفة ذلك؟[26]
- السؤال الذي يطرح نفسه: كيف يمكن لفريق يملك طريقًا واحدًا الفوز بثقة مفرطة؟[24]
- السؤال الرئيسي الآخر الذي يطرح نفسه هو: ما هي قيمة موقع ياهو ليتم شراءه؟ [24]

يعترض بعض علماء اللغة والأشخاص الذين يملكون دراية في الفلسفة والمنطق والقانون على هذا الاستخدام باعتباره (غير صحيح)، أو غير واضح في أحسن الأحوال، ويؤكدون على أن المعنى الكلاسيكي لمنطق أرسطو هو الوحيد (الصحيح).

## التماس السؤال
مغالطة التماس السؤال أو التحاجج بموضع الخلاف المغالطة تحصل حينما يُفتَرض صحة القضية التي يراد البرهنة عليها في المقدمات سواء بشكل صريح أو ضمني، وتسير هذه المغالطة على النحو التالي:
1. مقدمات، بحيث تحوي ضمنا سواء بشكل مباشر أو غير مباشر على صحة النتيجة، أو تفترض صحة النتيجة.
2. إذن، النتيجة (س) صحيحة.

وهذه تعتبر مغالطة منطقية؛ لأن الأصل في الدليل (أو المقدمات) أن يكون أوضح مما يراد الاستدلال عليه (النتيجة)، فحين نختلف حول شيء ما فإننا نلجأ إلى شيء آخر لا نختلف حوله، لنصل من خلاله إلى النتيجة، ولكن في هذه الحالة فنحن نلجأ إلى أشبه بنتيجة متنكرة في شكل مقدمات، لنستدل بها على صحتها! فهي -بعد كشف تضمين النتيجة في المقدمات- تشبه هذه العبارة «(س) صحيحة، والدليل على هذه الدعوى هي أن (س) صحيحة».

### أمثلة
- «السرقة فعل غير مشروع، لأنها لو لم تكن كذلك لما حرمها القانون»

النقد: تتظاهر هذه المقولة بتعليل عدم مشروعية السرقة (النتيجة) ولكن حين ننقب فيها فهي ليست أكثر من عبارتين مترادفتين. فما يحرمه القانون (المقدمة) هو تلقائيا غير مشروع (النتيجة)، حيث تشبه كثيرا قولنا «السرقة غير مشروعة، لأنها غير مشروعة»
- «ينبغي ألا نصدر الأسلحة، لأنه من الخطأ أن نزود الآخرين بأدوات القتل»

النقد: التعليل هنا هو تماما نفس الادعاء مع تغيير اللفظ. (ينبغي ألا) ترادف (من الخطأ)، و (نصدر) ترادف (نزود الآخرين) و (الأسلحة) ترادف (أدوات القتل). فنحن هنا أضمرنا النتيجة (ينبغي ألا نصدر الأسلحة) في المقدمة (من الخطأ أن نزود الآخرين بأدوات القتل) والتي من المفترض بالطبع أن تكون مستقلة عنها تماما.
- «السماح لكل إنسان بحرية مطلقة في الحديث ينبغي أن نعده أمرا في مصلحة الدولة؛ وذلك لأن من الأمور التي تصب دائما في مصلحة المجتمع أن يتمتع كل فرد بحرية كاملة في التعبير عن عواطفه».

النقد: هذا أيضا تضمين للنتيجة في المقدمة بعبارات أخرى بما يعني أننا افترضنا صحتها.
- «الإجهاض مقبول أخلاقيا، لأنه من اللطف والرحمة أن تعين كائنا إنسانيا آخر على أن ينجو من المعاناة من خلال الموت»

النقد: «من اللطف والرحمة أن تعين كائنا إنسانيا على أن ينجو من المعاناة من خلال الموت» هي مرادفة لعبارة «مقبول أخلاقيا». فالحجة لم تقدم أسبابا حقيقية لكي يكون الإجهاض مقبولا أخلاقيا.